# Ліцей Фенелона
Ліцей Фенелона (фр.lycée Fénelon) - перший паризький ліцей, який надає вищу освіту жінкам.

## Загальна характеристика
Відкритий у 1892 році як підготовча школа для поступаючих в Еколь Нормаль. Розташований в особняку XVIII ст. по вулиці Еперон у Латинському кварталі. Носить ім'я письменика, мислителя, педагога Франсуа Фенелона. Одночасно в Ліцеї навчаються близько 1200 учениць.
Серед викладачок ліцею була Симона де Бовуар.

## Відомі випускниці
- Луїза Буржуа
- Ассія Джебар
- Маріз Конде
- К'яра Мастроянні
- Домінік Орі
- Олів'є Пі
- Наталі Саррот (пізніше описала ліцей у автобіографічній книзі Дитинство, 1983)